# یواس‌اس آرتمیس (اس‌پی-۵۹۳)
یواس‌اس آرتمیس (اس‌پی-۵۹۳) (به انگلیسی: USS Artemis (SP-593)) یک کشتی بود که طول آن ۱۷۷ فوت ۶ اینچ (۵۴٫۱۰ متر) بود. این کشتی در سال ۱۹۱۲ ساخته شد.